# 44-й окремий стрілецький батальйон (Україна)
44-й окремий стрілецький батальйон (44 ОСБ) — підрозділ у складі Сухопутних військ Збройних сил України.

## Історія
2022 року у Києві було сформовано 44-й окремий стрілецький батальйон. У Києві він офіційно не був зареєстрований. Базується в Київській області.
Підрозділ брав участь в контрнаступі на сході країни у вересні 2022 року, а зараз виконує завдання в Донецькій, Луганській і Харківській областях.
На 2024 рік перебував у складі 115-ї окремої механізованої бригади,[уточнити] вів бої на Донбасі.

## Символіка
На нарукавному знаку батальйону на зеленому полі вміщено блакитне вістря. У верхній частині перехрещено дві золоті рушниці. В нижній — срібний ангел, зображення якого від початку XV ст. уживано як герб Київської землі.